# Spathoglottis hardingiana
Spathoglottis hardingiana är en orkidéart som beskrevs av C.S.P.Parish och Heinrich Gustav Reichenbach. Spathoglottis hardingiana ingår i släktet Spathoglottis och familjen orkidéer. Inga underarter finns listade i Catalogue of Life.